# Ṭēth
Cette page contient des caractères spéciaux ou non latins. S’ils s’affichent mal (▯, ?, etc.), consultez la page d’aide Unicode.
Ṭēth (ܛ) est la 9e lettre de l'alphabet syriaque.
Son caractère Unicode est 071B.